# Allaman
Allaman − miejscowość i gmina (commune) w zachodniej Szwajcarii, w kantonie Vaud, w okręgu (district) Morges. Leży nad Jeziorem Genewskim.

## Demografia
W Allaman mieszkają 424 osoby. W 2021 roku 27,8% populacji gminy stanowiły osoby urodzone poza Szwajcarią.

## Transport
Przez teren gminy przebiegają autostrada A1 oraz drogi główne nr 1 i nr 126. 